# Сенсація (фільм, 2019)
«Сенсація» (англ. Bombshell) — американський драматичний фільм режисера Джея Роуча, знятий за сценарієм Чарльза Рендольфа з Шарліз Терон, Ніколь Кідман та Марго Роббі у головних ролях.
В Україні фільм вийшов у прокат 13 лютого 2020 року.

## У ролях
| Актор              | Роль            |
| ------------------ | --------------- |
| Шарліз Терон       | Мегін Келлі     |
| Ніколь Кідман      | Гретхен Карлсон |
| Марго Роббі        | Кайла Поспісіл  |
| Джон Літгоу        | Роджер Ейлс     |
| Кейт Маккінон      | Джесс Карр      |
| Конні Бріттон      | Бет Ейлс        |
| Малкольм Макдавелл | Руперт Мердок   |
| Еллісон Дженні     | Сюзан Естріх    |
| Еліс Ів            | Ейнслі Ерхардт  |
| Ешлі Ґрін          | Еббі Гантсман   |
| Назанін Бон'яді    | Руді Бахтіар    |
| Стівен Рут         | Нейл Мюллен     |
| Мейделін Зіма      | Іді             |

## Виробництво

### Розвиток
18 травня 2017 року, невдовзі після смерті колишнього засновника Fox News Роджера Ейлса, було оголошено, що Annapurna Pictures знаходилася на ранніх стадіях розробки фільму, заснованому на звинуваченнях жінок-працівників проти Ейлса, зокрема Мегін Келлі та Гретхен Карлсон. Чарльз Рендольф повинен був написати сценарій фільму. 22 травня 2018 року повідомили, що Джей Роуч став режисером стрічки. 1 серпня 2018 року було оголошено, що Роуч, Рендольф, Бет Коно, А. Дж. Дікс та Маргарет Райлі стали продюсерами фільму, а кінокомпанія Denver and Delilah Productions буде займатися виробництвом. 9 жовтня 2018 року було оголошено, що Annapurna Pictures відмовилася від виробництва, як повідомляється, через занепокоєння бюджетом, який зростав. На момент анонсу було підтверджено, що Bron Studios залишається, а продюсери шукають фінансової підтримки, зокрема у Focus Features, Media Media і Amblin Entertainment. На наступному тижні компанія Lionsgate розпочала переговори про долучення до виробництва після відмови Focus Features та Amblin Entertainment. До кінця місяця повідомлялося, що Lionsgate закриває угоду щодо розповсюдження фільму. У грудні 2018 року повідомлялося, що Теодор Шапіро став композитором фільму, а Баррі Екройд став оператором стрічки. Фільм спочатку отримав робочу назву «Fair and Balanced» («Справедливий і збалансований»), у серпні 2019 року стала відома прокатна назва «Bombshell», в українському прокаті «Секс-бомба».

### Кастинг
Поряд з анонсами про режисера та сценариста фільму повідомлялося, що Шарліз Терон почала перемовини щодо ролі Келлі. 1 серпня 2018 року повідомлялося, що Ніколь Кідман розпочала переговори, щоб отримати роль Карлсон, а Марго Роббі — щодо ролі асоційованого продюсера, участь Терон була підтверджена. 22 серпня 2018 року було оголошено, що Джон Літгоу зіграє Роджера Ейлса. У вересні 2018 року повідомлялося, що Еллісон Джанні пройшла кастинг на роль адвоката Сюзен Естріх, а Кейт Маккіннон отримала роль вигаданого продюсера. У жовтні 2018 року було оголошено, що Малкольм Макдавелл, Марк Дупласс та Еліс Ів зіграють Руперта Мердока, Дугласа Брунта та Ейнслі Ерхардт відповідно. У листопаді 2018 року повідомлялося, що Брігітт Ланді-Пейн та Лів Г'юсон отримали ролі двох вигаданих персонажів, Аланна Убах, Елізабет Рем, Спенсер Гаррет, Конні Бріттон, Ешлі Ґрін, Брук Сміт, Майкл Б'юї, Назанін Бон'яді та Брі Кондон зіграють Жанін Пірро, Марту Мак-Каллум, Шона Генніті, Бет Ейлс, Еббі Гантсман, Ірену Бріганте, Брет Баєр, Руді Бахтіар та Кімберлі Гаілфойл відповідно. У грудні 2018 року було оголошено, що Роб Делані приєднався до акторського складу в невідомій ролі, Анна О'Рейлі зіграє Джулію Рогінську. У червні 2019 року Робін Вайгерт заявила, що отримала роль у фільмі.

### Знімання
Основні знімання фільму розпочалася 22 жовтня 2018 року в Лос-Анджелесі, Каліфорнія.

## Випуск
Вихід фільму в США та деяких інших країнах відбувся в грудні 2019 року, в Україні — 13 лютого 2020.